# James Yap
James Carlos Agravante Yap Sr., connu comme James Yap (né le 15 février 1982 à Escalante City, Negros occidental), est un joueur de basket-ball professionnel philippin qui joue actuellement pour les Stars Hotshots dans la Basketball Association philippine. Connu par son surnom Big Game James, il a joué pour les Hotshots durant toute sa carrière, remportant sept championnats PBA. Il est également douze fois PBA All-Star entre 2004 et 2015.

## Biographie
Yap est né à  Escalante, Negros Occidental. En grandissant, il leva les yeux vers l'un des joueurs les plus prolifiques dans l'histoire de Philippine Basketball, Samboy Lim.
Yap a émergé comme l'une des étoiles de basket-ball les plus prometteurs dans la région Iloilo / Negros à la fin des années 1990. Au début de cette décennie, il a joué pour le Lycée Bacolod Tay Tung et a fait sa marque. Il a été transféré à Iloilo Central Central Commercial High School, montrant ses compétences. Sur le chemin, il a déclenché son équipe à trois titres Iloilo PRISAA consécutifs. Il a été maintenant répandu que les Negros Slashers de la défunte Metropolitan Basketball Association allait signer Yap.

## Statistiques de carrières PBA
Mise à jour au 9 décembre 2015

### Saison par saison
| Saison  | Équipe                    | Matchs | Titul. | Min./m | % Tir | % 3pts | % LF | Rbds/m. | Pass/m. | Int/m. | Ctr/m. | Pts/m. |
| ------- | ------------------------- | ------ | ------ | ------ | ----- | ------ | ---- | ------- | ------- | ------ | ------ | ------ |
| 2004-05 | Purefoods                 | 63     | ?      | 27.0   | .389  | .277   | .782 | 4.7     | 1.0     | .5     | .3     | 12.5   |
| 2005-06 | Purefoods                 | 57     | ?      | 36.4   | .400  | .343   | .780 | 4.4     | 1.2     | 1.2    | .4     | 17.6   |
| 2006-07 | Purefoods                 | 41     | ?      | 38.4   | .405  | .340   | .781 | 4.2     | 1.8     | .6     | .4     | 19.7   |
| 2007-08 | Purefoods                 | 50     | ?      | 37.0   | .396  | .359   | .802 | 4.1     | 1.6     | .8     | .3     | 21.3   |
| 2008-09 | Purefoods                 | 36     | ?      | 35.0   | .400  | .308   | .720 | 4.3     | 1.6     | .8     | .3     | 18.1   |
| 2009-10 | Purefoods/B-Meg Derby Ace | 64     | ?      | 33.9   | .396  | .302   | .701 | 3.5     | 2.0     | .6     | .2     | 18.0   |
| 2010-11 | B-Meg Derby Ace           | 40     | ?      | 36.1   | .382  | .292   | .717 | 4.3     | 1.8     | .6     | .4     | 18.8   |
| 2011-12 | B-Meg                     | 62     | ?      | 35.2   | .382  | .296   | .683 | 4.7     | 2.2     | .5     | .3     | 16.7   |
| 2012-13 | San Mig Coffee            | 62     | ?      | 30.8   | .358  | .294   | .644 | 4.5     | 1.6     | .6     | .2     | 13.3   |
| 2013-14 | San Mig Super Coffee      | 67     | ?      | 28.5   | .371  | .308   | .655 | 4.2     | 1.3     | .4     | .2     | 12.0   |
| 2014-15 | Purefoods Star / Star     | 41     | ?      | 27.5   | .411  | .329   | .626 | 2.8     | 1.2     | .2     | .1     | 11.8   |
| 2015-16 | Star                      | 8      | ?      | 30.5   | .403  | .317   | .742 | 3.4     | 1.1     | .4     | .1     | 17.5   |
| Career  |                           | 591    | ?      | 32.9   | .389  | .314   | .722 | 4.2     | 1.5     | .6     | .3     | 16.0   |

## Honneurs Individuels
- 2003 UAAP First Team Mythique
- Valuable Player UAAP plus 2003
- 2003 PSA Joueur de l'année (basket-ball amateur)
- 2005 PBA All Rookie équipe
- 2005 PBA Prix sportif
- Valuable Player PBA plus 2006
- Champion shootout 2008 PBA Trois points
- 2008 PBAPC POW Ordre du mérite
- 2010 Personnes Asia Magazine Men Who Matter
- 2010 PBA Cup Philippines Meilleur joueur de la Conférence (BPC)
- 2010 PBA Philippine Cup Finals MVP
- Valuable Player PBA plus 2010
- 2011 PBA Mythical Deuxième équipe
- 2012 PBA All Star Game MVP

Finale de la Coupe MVP * 2012 PBA gouverneur
- La plupart des points marqués dans le All-Star Game History (44 Points en 2012)
- Pep personnalité de l'année (2014)

Finales de la Coupe MVP * 2014 PBA Commissaire
Finales de la Coupe MVP * 2014 PBA gouverneur
- 2x PBL First Team Mythique (2003, 2004)
- 2x PBA First Team Mythique (2006, 2010)
- 2x PSA joueur de l'année (pro basket-ball) (2006, 2010)

## Titres par équipes
- 2002-2003 Collegiate Ligue des Champions, Champions
- Jeux d'Asie du Sud-Est 2003 Médaillés d'or
- 2005-2006 PBA Coupe Philippine , Champions
- 2009 Powerade -Team Pilipinas , Asie du Sud-Est 8 Basketball Association Champions Hommes
- 2009-2010 Coupe Philippine PBA , Champions
- 2012 de la Coupe du commissaire PBA , Champions
- 2013 Cup ' PBA gouverneurs , Champions
- 2014 PBA Coupe Philippine , Champions
- 2014 de la Coupe du commissaire PBA , Champions
- 2014 Coupe ' PBA gouverneurs , Champions
- 7 fois champion PBA